# Impresionismo americano

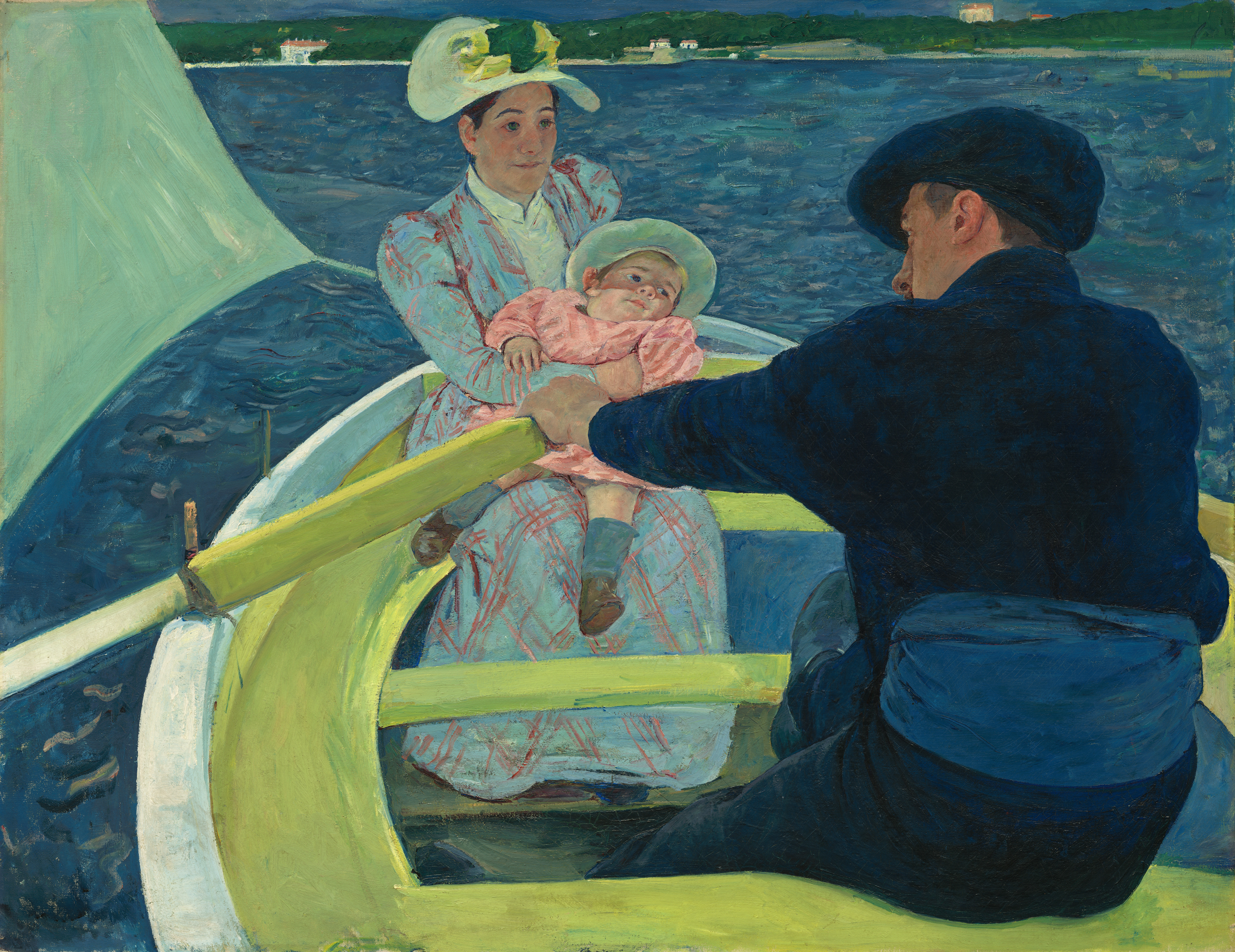
El paseo en barca (The Boating Party), pintura de Mary Cassatt, h. 1893-1894, óleo sobre lienzo, 90 x 117 cm, Galería Nacional de Arte, Washington D. C.

El impresionismo americano es un movimiento artístico que se presentó entre finales del siglo XIX y principios del siglo XX. Fue inspirado por el impresionismo francés.

## Surgimiento y evolución

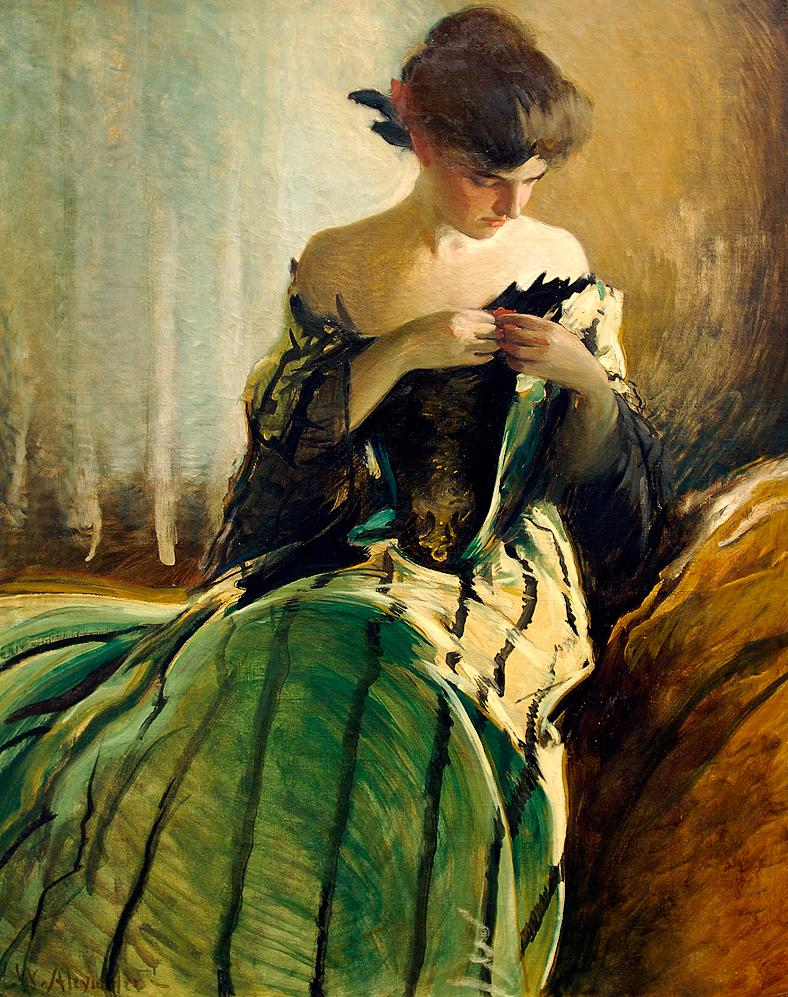
John White Alexander - Study in Black and Green

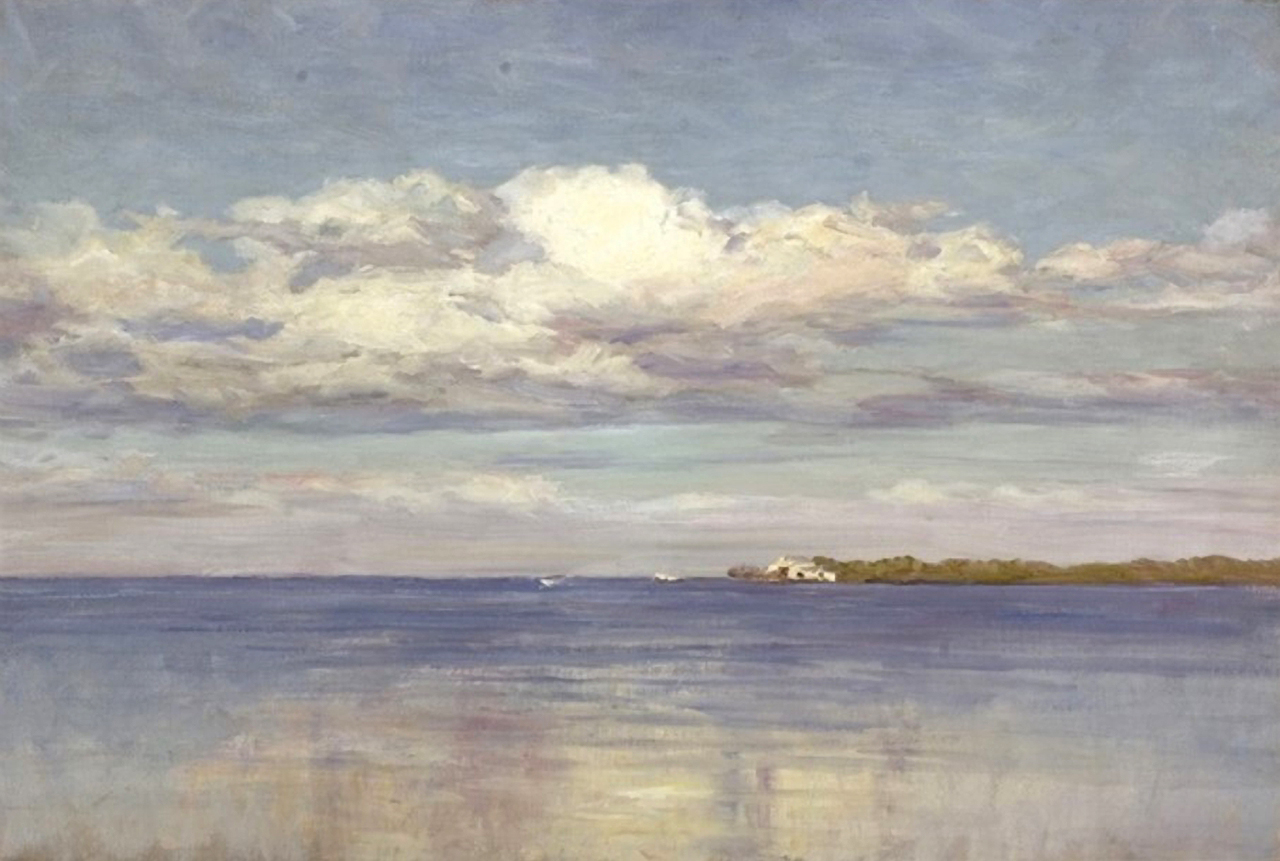
John Ottis Adams - Marina

El impresionismo surgió como un estilo artístico en Francia durante los años 1860. Varias exposiciones de obras impresionistas francesas en Boston y Nueva York durante los años de 1880 introdujeron el estilo al público estadounidense. Los primeros artistas estadounidenses de estilo impresionista, como Theodore Robinson, pintaron, desde finales de los años 1880 después de visitar Francia y conocer a artistas como Claude Monet. Otros, como Childe Hassam, prestaron atención al número creciente de obras impresionistas francesas en exposiciones estadounidenses.

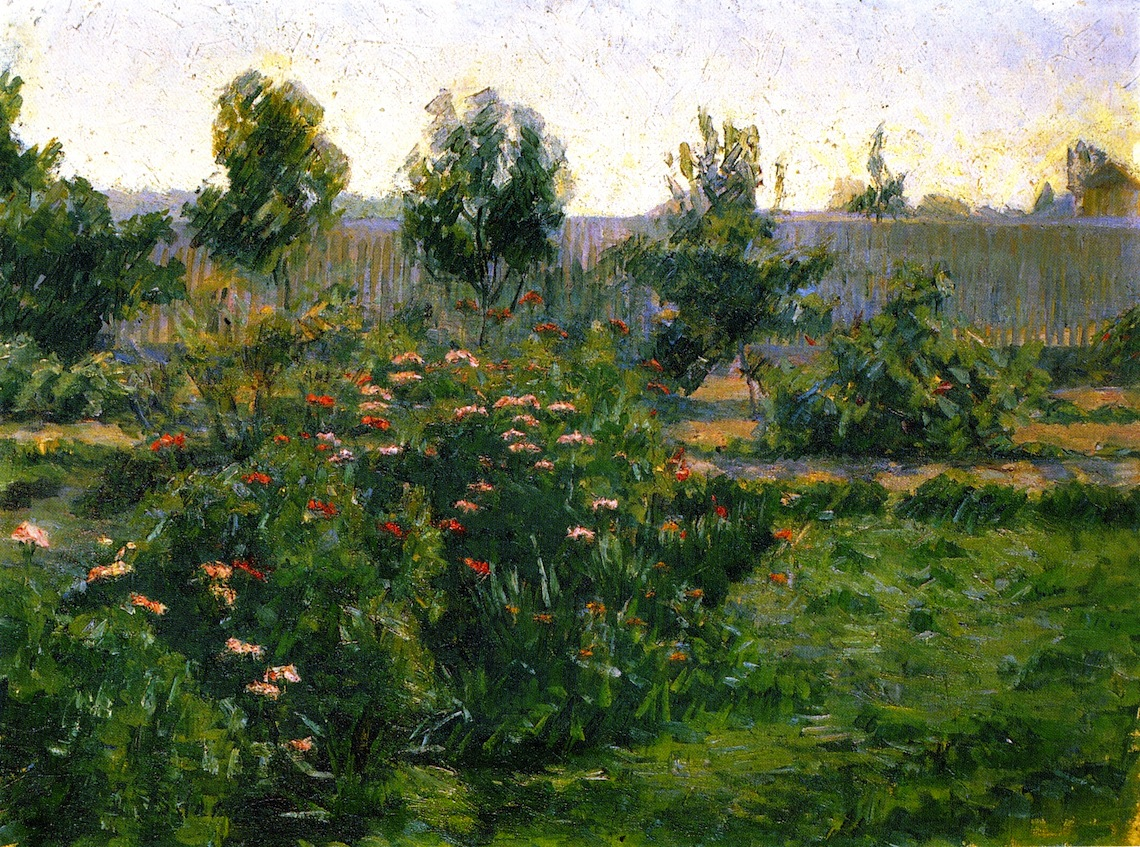
Lucy Bacon, Garden Landscape, 1894-1896, Fine Art Museum of San Francisco

Entre los años 1890 y 1910, el impresionismo americano prosperó en las "colonias artísticas"; grupos de artistas afiliados que convivían y trabajaban juntos y compartían una visión estética común. Artistas impresionistas se reunieron en Cos Cob y Old Lyme en Connecticut; New Hope en Pensilvania y el Condado de Brown, Indiana. También prosperaron  artistas impresionistas en California, Nueva York y Boston.
The Ten American Painters nació en 1898, cuando John Henry Twachtman, J. Alden Weir y Childe Hassam encontraron que la Sociedad de Artistas Estadounidenses era hostil al estilo impresionista que habían adoptado. Esto fue considerado un movimiento audaz por el público en general, pero la Sociedad de Artistas Estadounidenses sintió que era más fácil dejar ir a los miembros que se iban que apaciguarlos. Los miembros fundadores de The Ten fueron Frank Weston Benson, Joseph Rodefer DeCamp, Thomas Wilmer Dewing, Childe Hassam, Willard Leroy Metcalf, Robert Reid, Edward Simmons, Edmund C. Tarbell, John Henry Twachtman y J. Alden Weir. Todos eran exmiembros de la Sociedad de Artistas Estadounidenses. Winslow Homer rechazó la invitación para unirse al grupo; Abbott Handerson Thayer aceptó ser miembro pero se retiró antes de la primera exposición del grupo. Después de que JH Twachtman muriera en 1902, William Merritt Chase se unió al grupo en su lugar. Se requería la aprobación unánime de todos para admitir a un nuevo miembro en la sociedad.

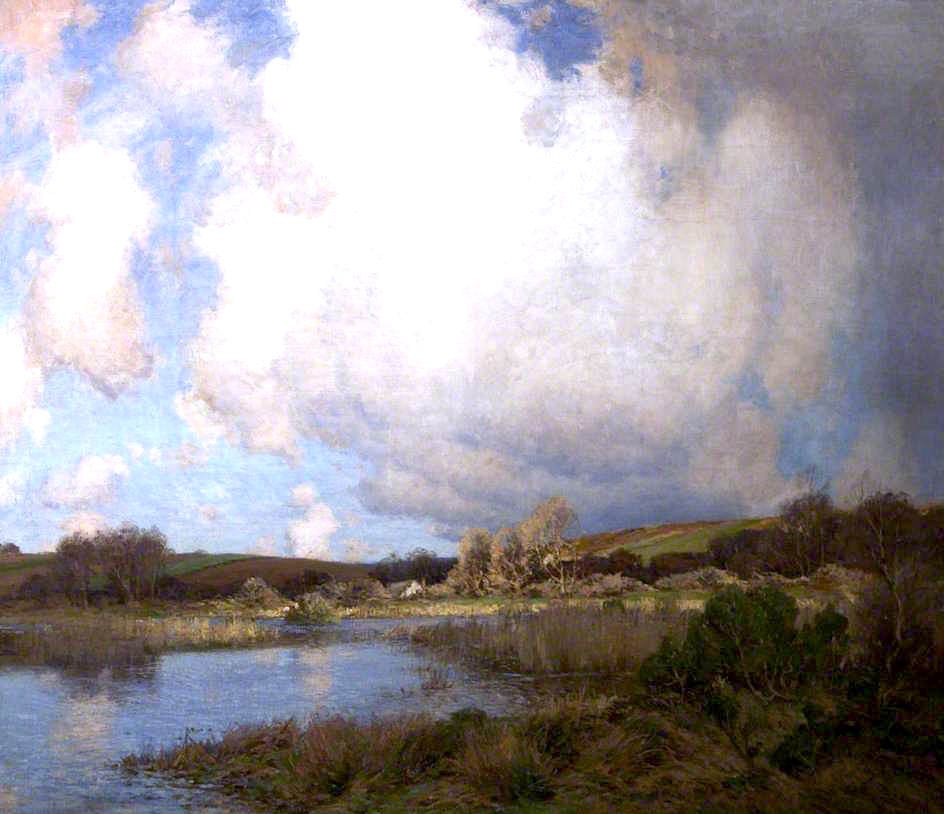
John Noble Barlow - Marazion Marshes, Cornwall

El impresionismo en los Estados Unidos perdió su situación relativa en el mundo del arte en 1913 cuando en la armería del 69.º regimiento de la Guardia Nacional en Nueva York tuvo lugar una exposición histórica de arte moderno. La Armory Show, (Exposición Internacional de Arte Moderno) se convirtió en un punto de inflexión para las artes en Estados Unidos en dirección al denominado "arte moderno", especialmente acentuado por la Primera Guerra Mundial, la Gran Depresión y el comienzo de la Segunda Guerra Mundial.

## Temas

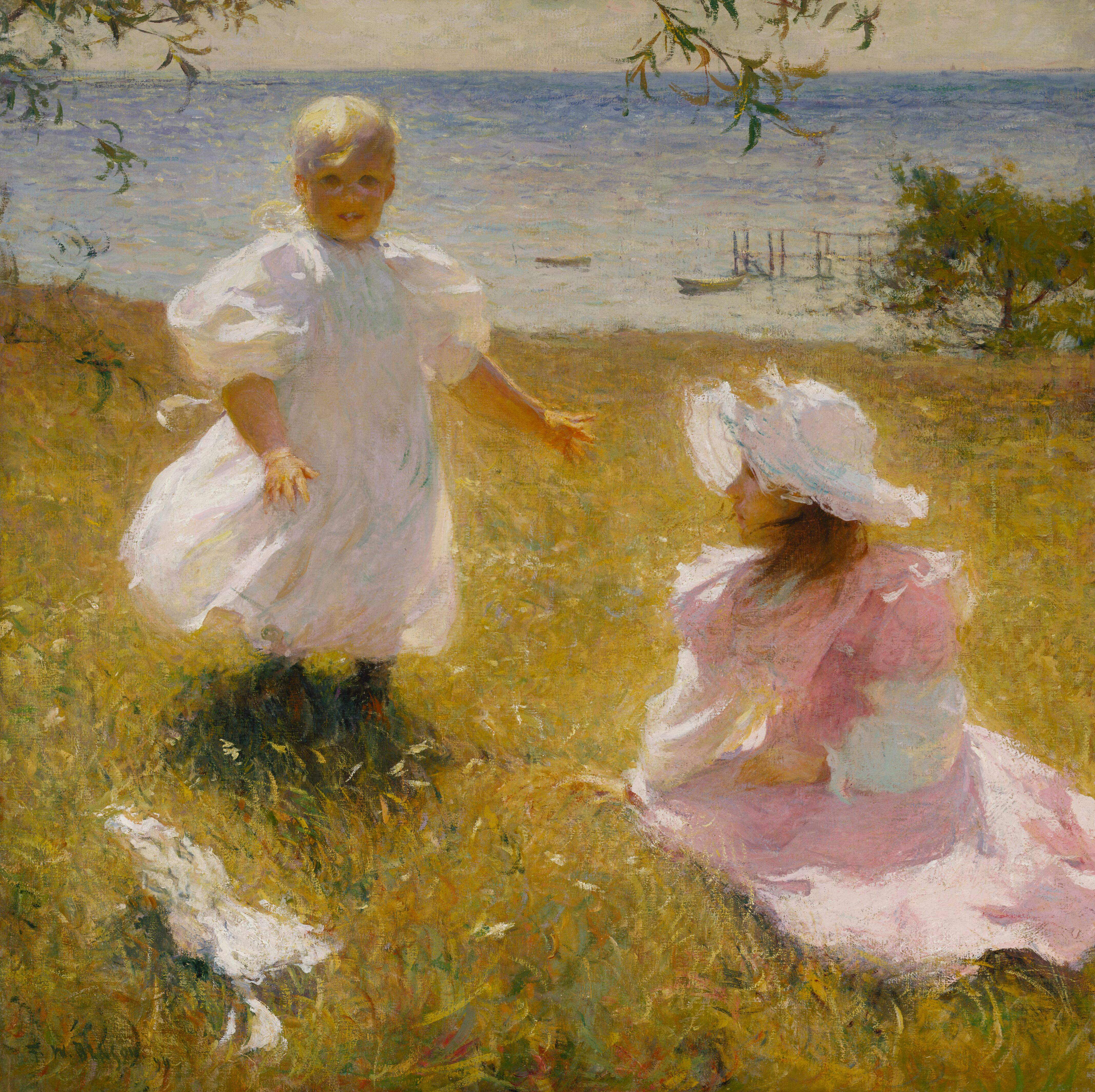
The sisters 1889 Frank Weston Benson

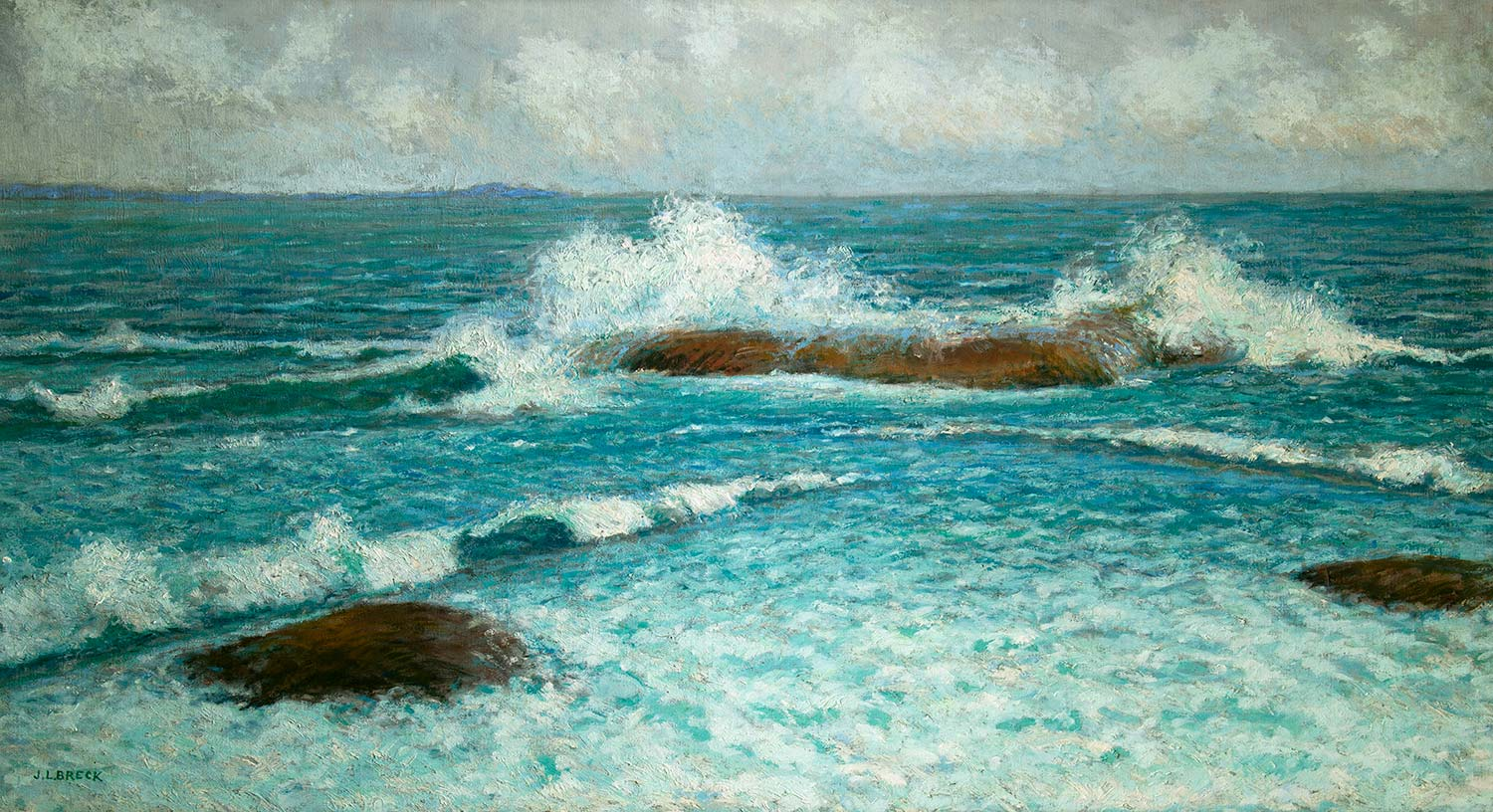
'Surf at Gloucester' by John Leslie Breck

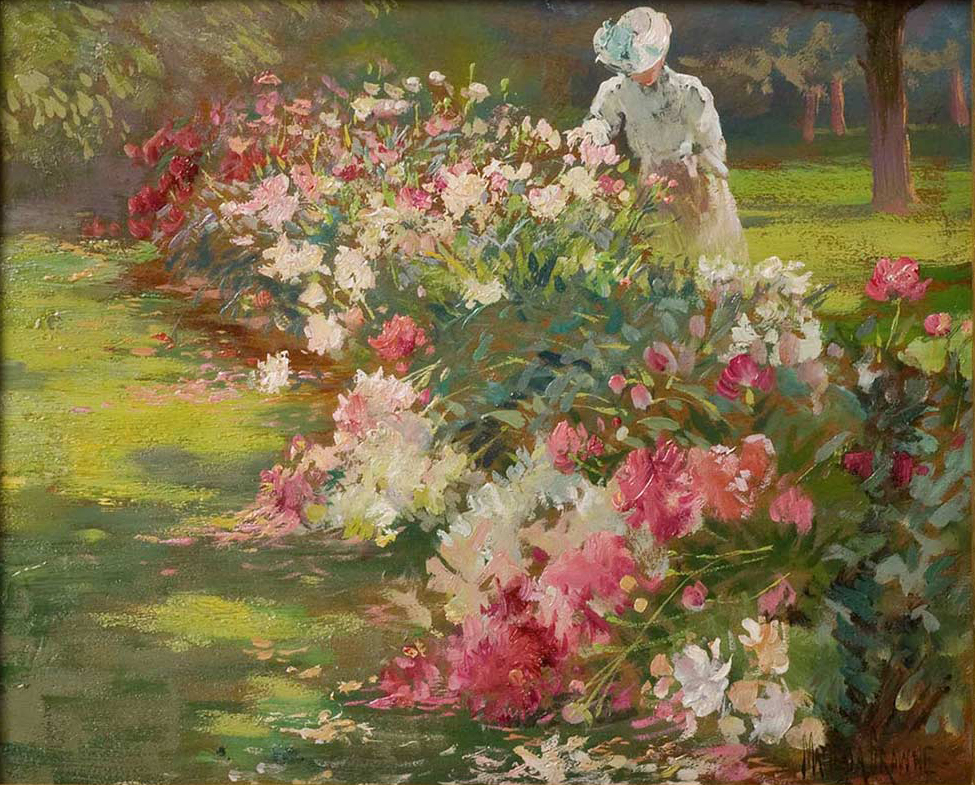
Matilda Browne - Peonies 1907

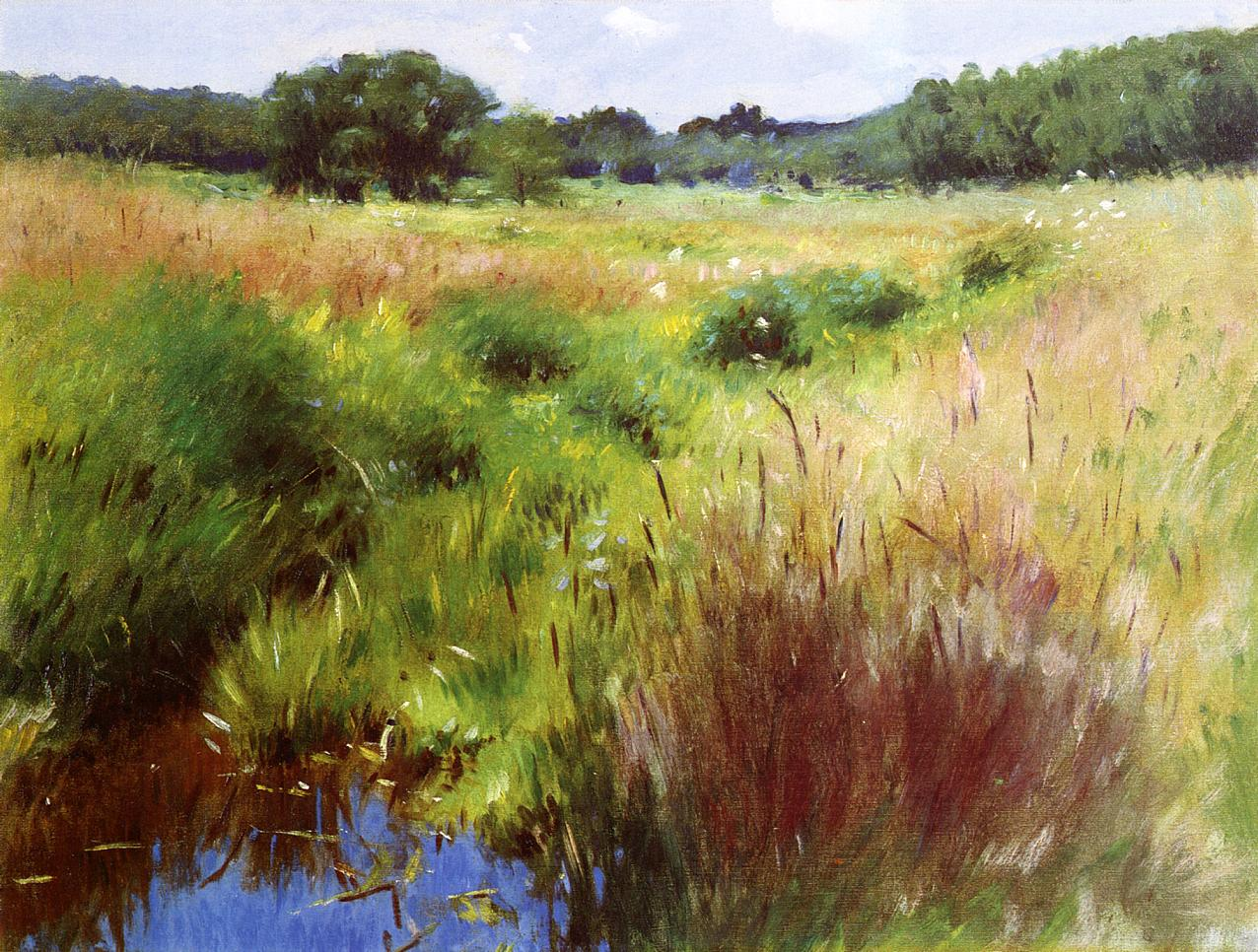
Dennis Miller Bunker - Marshland, Medfield

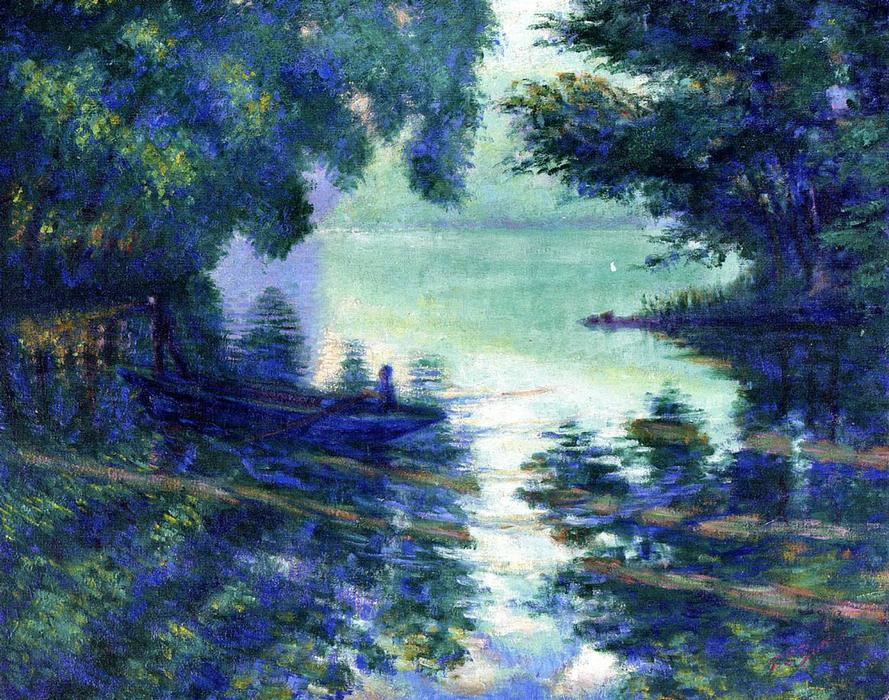
Theodore Earl Butler - The Seine near Giverny

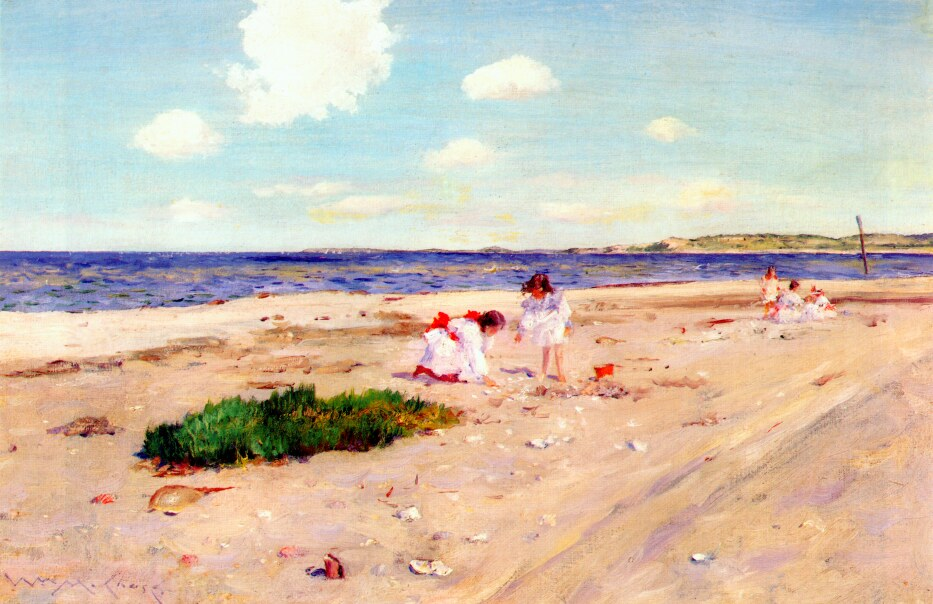
Chase William Merritt Shell - Beach at Shinnecock c1892

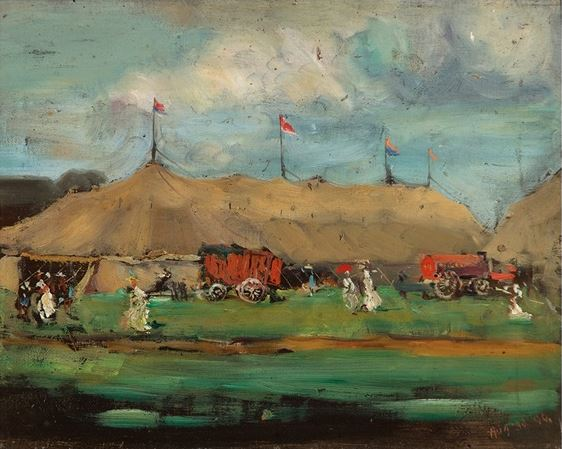
Alson S. Clark - Circus 1906

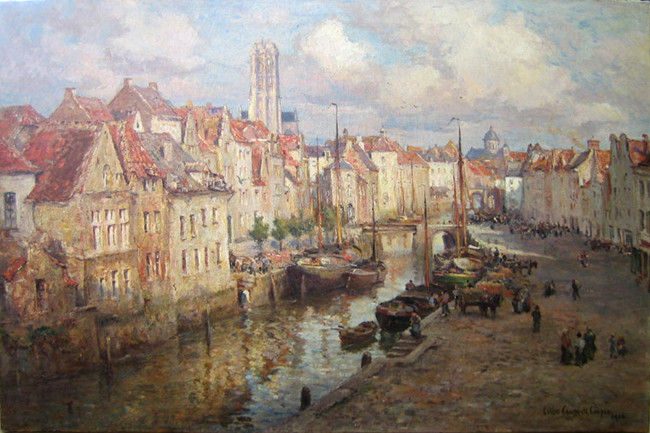
Colin Campbell Cooper - Malines 1906

Los impresionistas estadounidenses fueron testigos de los cambios sociales y culturales asociados con la urbanización y la industrialización. Pintaron el bullicio de la vida de la ciudad (la Nueva York de Childe Hassam) así como la serenidad de los paisajes rurales (Sargent en los Cotswolds, Chase en Southampton, Nueva York, Twachtman en Greenwich, Connecticut). También trataron temas más íntimos en interiores tranquilos como Mary Cassatt, Edmund Tarbell y Frank Weston Benson.

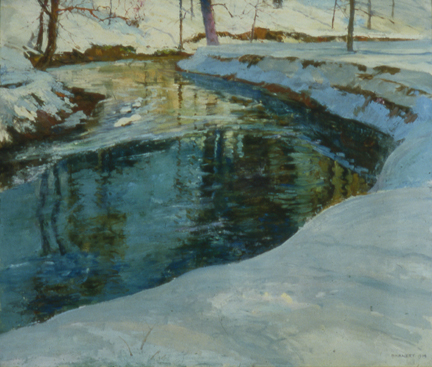
Thomas P. Barnett - Close of a Winter Day

Entre los impresionistas estadounidenses, el grupo de The Ten trabajó en Nueva York y adoptó posiciones estéticas radicales. Weir introduce puentes modernos, elementos mecánicos en sus lienzos. Dewing se especializa en escenas de interior que destilan soledad o melancolía. Robert Reid pinta casi exclusivamente a mujeres jóvenes delante de un hermoso telón de fondo de plantas y flores.
El impresionismo americano se subdividió en escuelas regionales: Edmund Tarbell y Frank Benson participaron en la Escuela de Boston especializándose en la pintura de mujeres elegantes en interiores con referencias a Vermeer. Las demás escuelas regionales corresponden a las colonias de artistas dispersas en el país: Hoosier School (Indiana), School of Old Lyme (Connecticut), escuelas de Pennsilvania y California.

Los impresionistas decorativos representan mujeres en jardines y desnudos: forman la segunda generación de pintores estadounidenses que va a Giverny y adquieren una reputación internacional. Podemos citar a Parker, Guy Rose, E. Graecen, Louis Ritman, F.C. Frieseke y R.E. Miller.

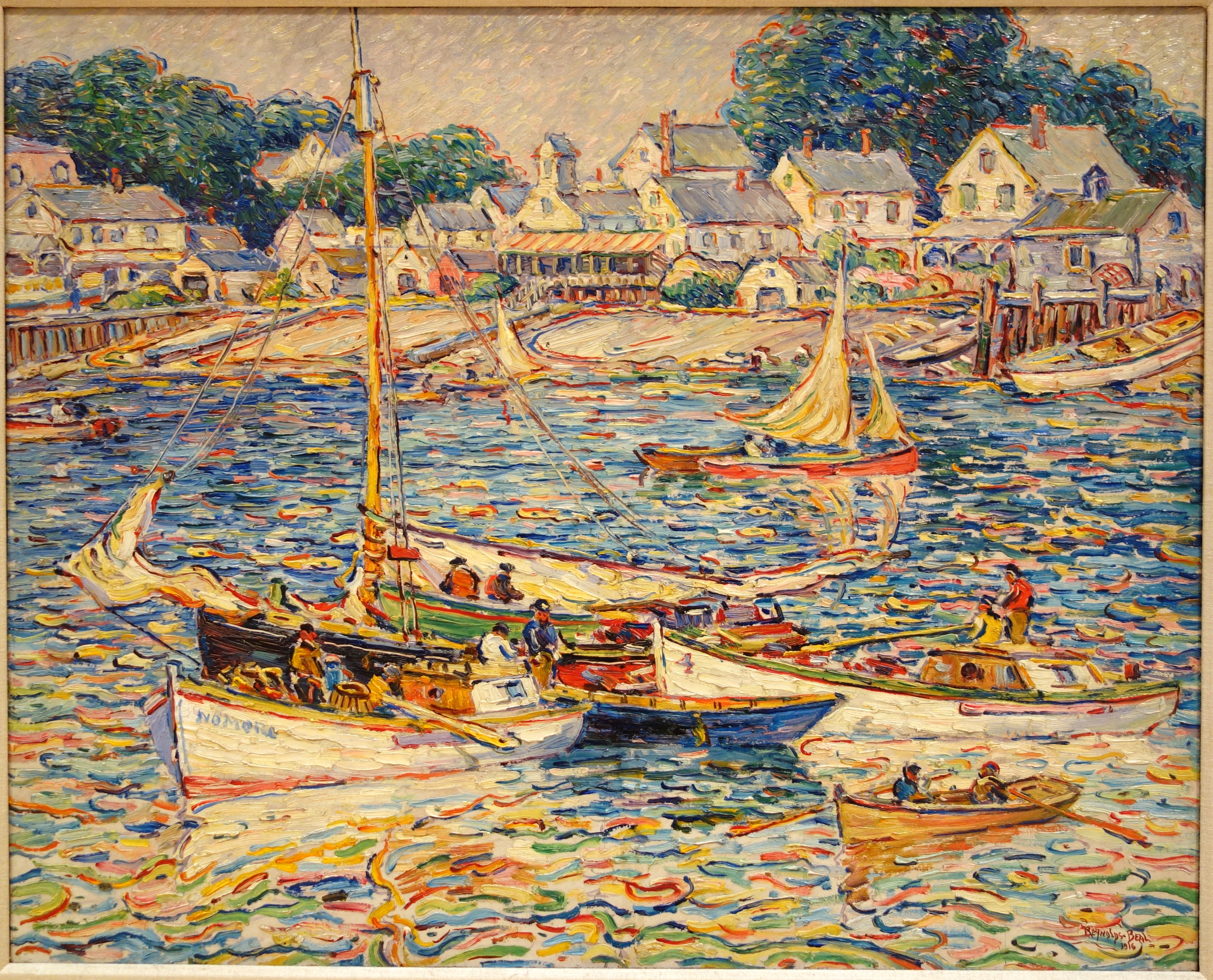
Provincetown Waterfront by Reynolds Beal, 1916 - Chazen Museum of Art

## Artistas notables
- John White Alexander (1856-1915)
- J. Ottis Adams (1851-1927)
- Lucy Bacon (1857-1932)
- John Noble Barlow (1861-1917)
- Thomas P. Barnett (1870-1929)
- Reynolds Beal (1867-1951)
- Marilyn Bendell (1921-2003)
- Frank Weston Benson (1862-1951)
- John Leslie Breck (1860-1899)
- Matilda Browne (1869-1947)
- Dennis Miller Bunker (1861-1890)
- Theodore Earl Butler (1861-1936)
- Mary Cassatt (1844-1926)
- William Merritt Chase (1849-1916)
- Guy C. Wiggins (1883-1962)
- Alson S. Clark (1876-1949)
- Colin Campbell Cooper (1856-1937)
- Paul Cornoyer (1864-1923)
- Joseph DeCamp (1858-1923)
- Thomas Dewing (1851-1938)
- Frank DuMond (1865-1951)
- John Joseph Enneking (1841-1916)
- Carl Eytel (1862-1925)
- Pedro Figari (1861-1938)

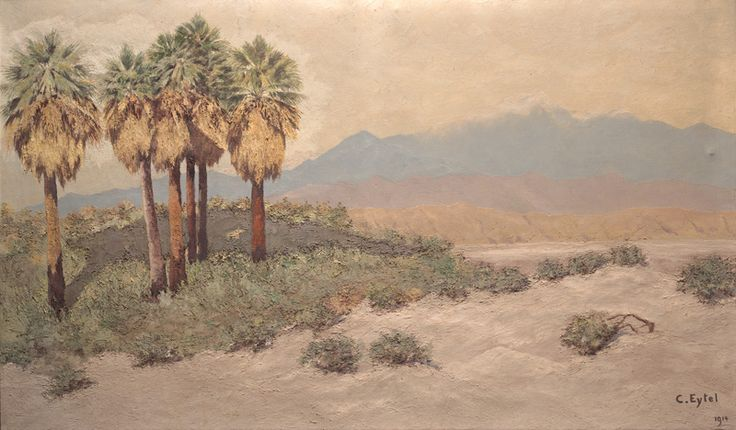
Desert near Palm Springs Oil painting by Carl Eytel (1914)

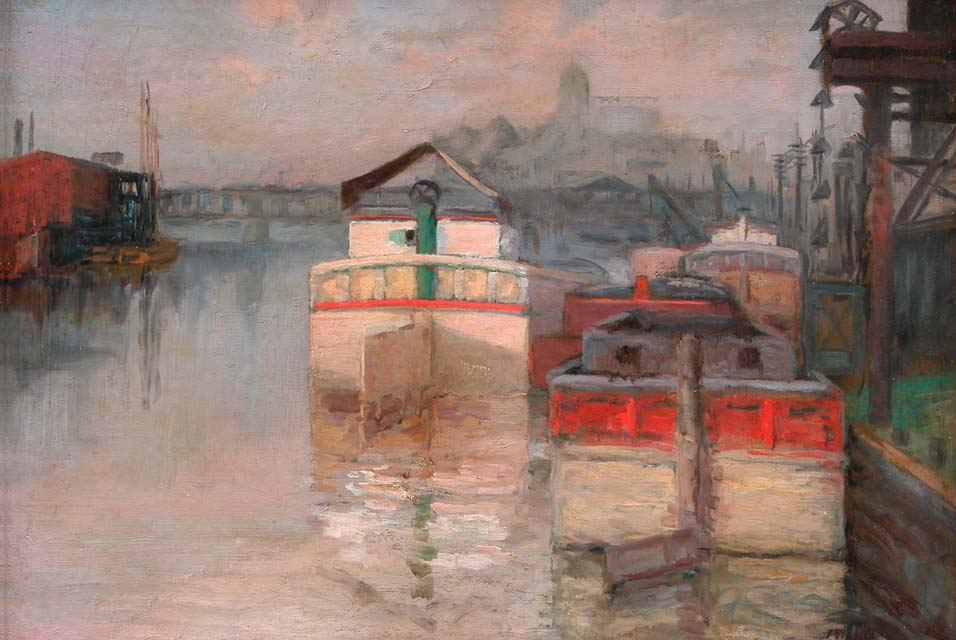
Fred Wagner, Coal Barges on the Lower Schuylkill, c.1905

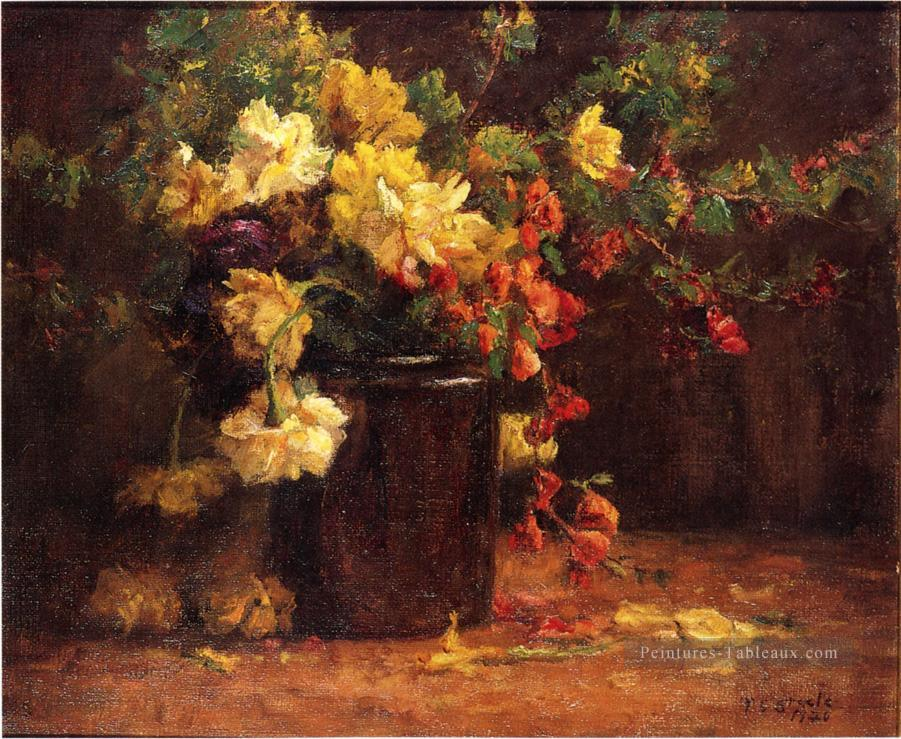
Theodore Clement Steele - June Glory

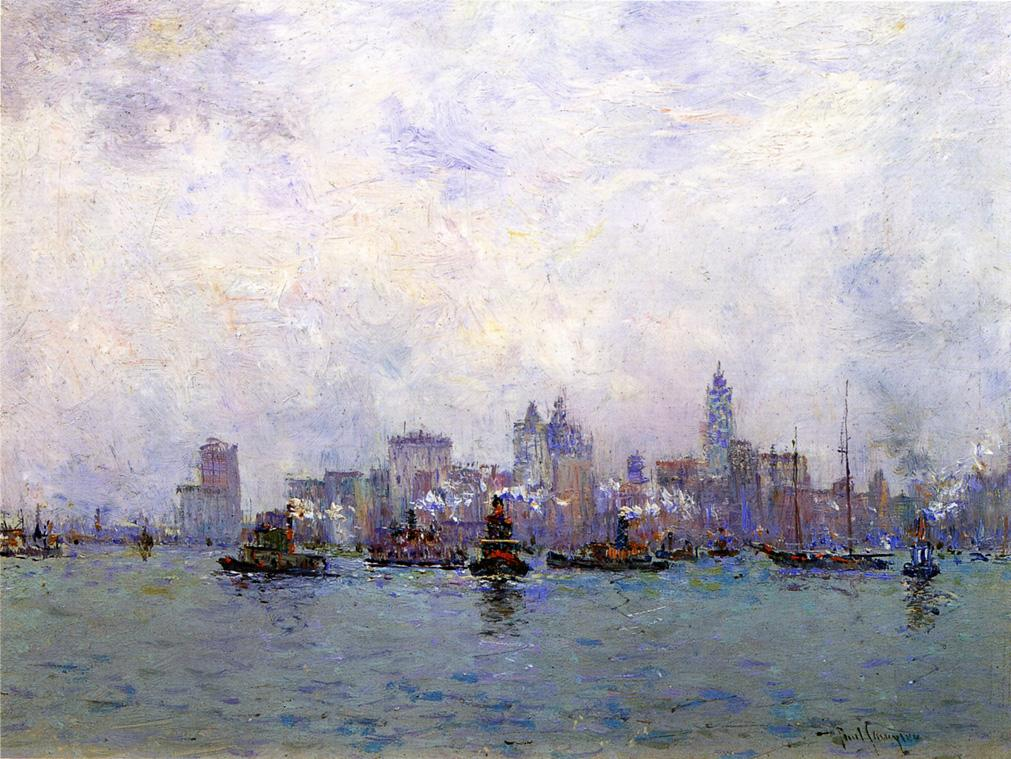
Paul Sawyier - Lower NY

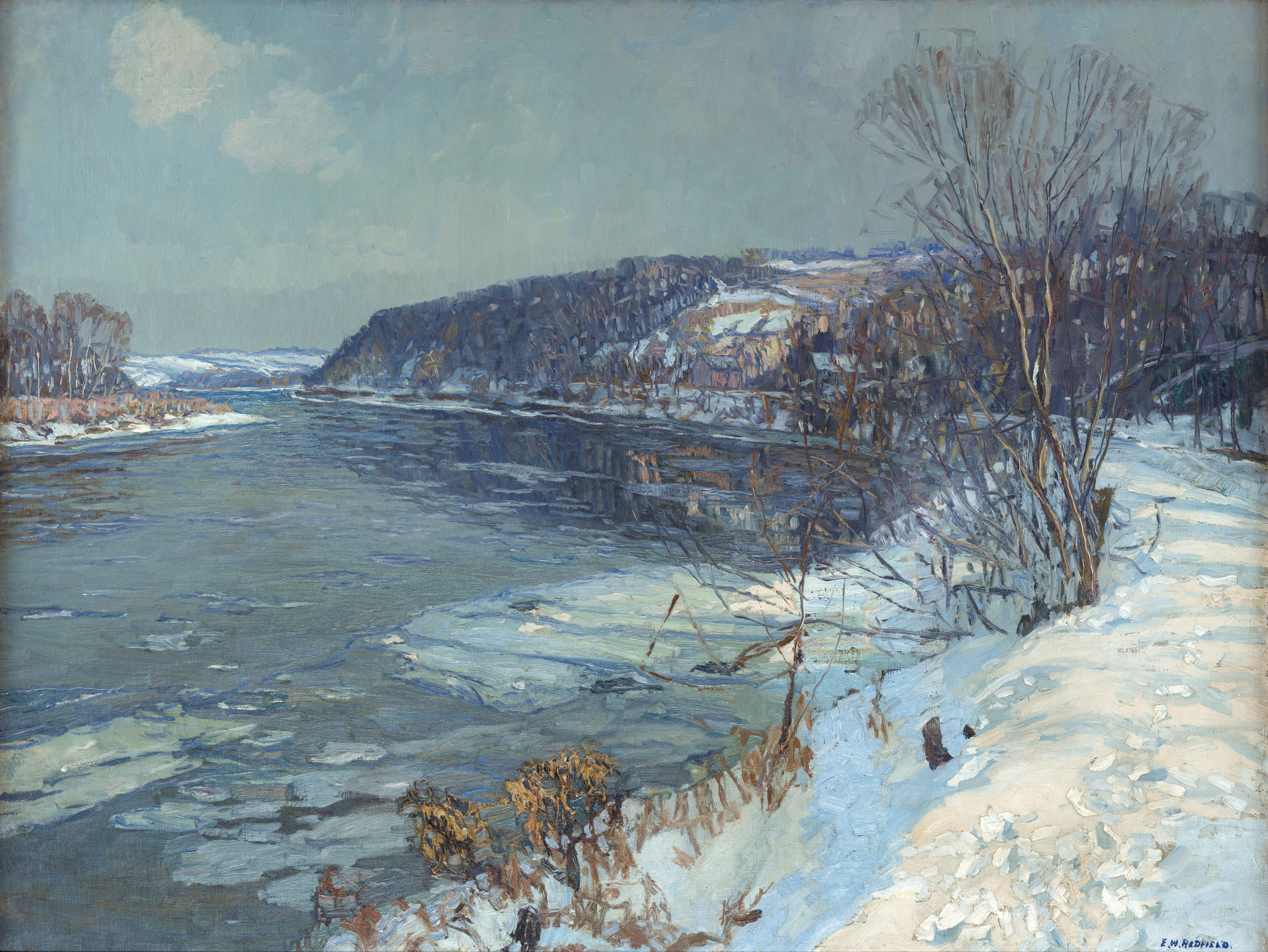
Edward Willis Redfield - The Upper Delaware (c. 1918)

- Frederick Carl Frieseke (1874-1939)
- Daniel Garber (1880-1958)
- Robert F. Gault (1898-1977) AWS
- Arthur Hill Gilbert (1893-1970)
- Edmund Greacen (1877-1949)
- Richard Gruelle (1851-1914)
- Childe Hassam (1859-1935)
- William Samuel Horton (1865-1936)
- Wilson Irvine (1869-1936)
- Charles S. Kaelin (1858-1929)
- Joseph Kleitsch (1882-1931)
- Albert Henry Krehbiel (1873-1945)
- William Langson Lathrop (1859-1938)
- Hayley Lever (1876-1958)
- Laura Muntz Lyall (1860-1930)
- Theodore Lukits (1897-1992)
- Victor Matson (1895-1972)
- Willard Metcalf (1858-1925)
- Richard Edward Miller (1875-1943)
- Abram Molarsky (1879-1955)
- Robertson Kirtland Mygatt (1861-1919)
- George Loftus Noyes (1864-1954)
- Frank Nuderscher (1880-1959)
- Leonard Ochtman (1854-1935)
- Julian Onderdonk (1882-1922)
- William McGregor Paxton (1869-1941)
- Edgar Alwin Payne (1883-1947)
- Clara Elsene Peck (1883-1968)
- Van Dearing Perrine (1869-1955)
- Lilla Cabot Perry (1848-1933)
- Fritz Poock (1877-1945)
- Edward Henry Potthast (1857-1927)
- Edward Willis Redfield (1869-1925)
- Robert Lewis Reid (1862-1929)
- Theodore Robinson (1852-1896)
- Edward Francis Rook (1870-1960)
- Guy Rose (1867-1925)
- Porfirio Salinas (1910-1973)
- John Singer Sargent (1856-1925)
- Paul Sawyier (1865-1917)
- Christian von Schneidau (1893-1976)
- Edward Simmons (1852-1931)
- Sueo Serisawa (1910-2004) (California Impressionist)
- Tim Solliday (born 1952)
- George Sotter (1879-1953)
- Anna Huntington Stanley (1864-1907)
- Otto Stark (1859-1926)
- T. C. Steele (1847-1926)
- Alice Kent Stoddard (1883–1976)
- Edmund Charles Tarbell (1862-1938)
- John Henry Twachtman (1853-1902)
- Edward Charles Volkert (1871-1935)
- Robert Vonnoh (1858-1933)
- Clark Voorhees (1871-1933)
- Marion Wachtel (1875-1954)
- Fred Wagner (1860-1940)
- Martha Walter (1895-1976)
- J. Alden Weir (1852-1919)
- Catherine Wiley (1879-1958)
- Mary Agnes Yerkes (1886-1989)